# ĸ

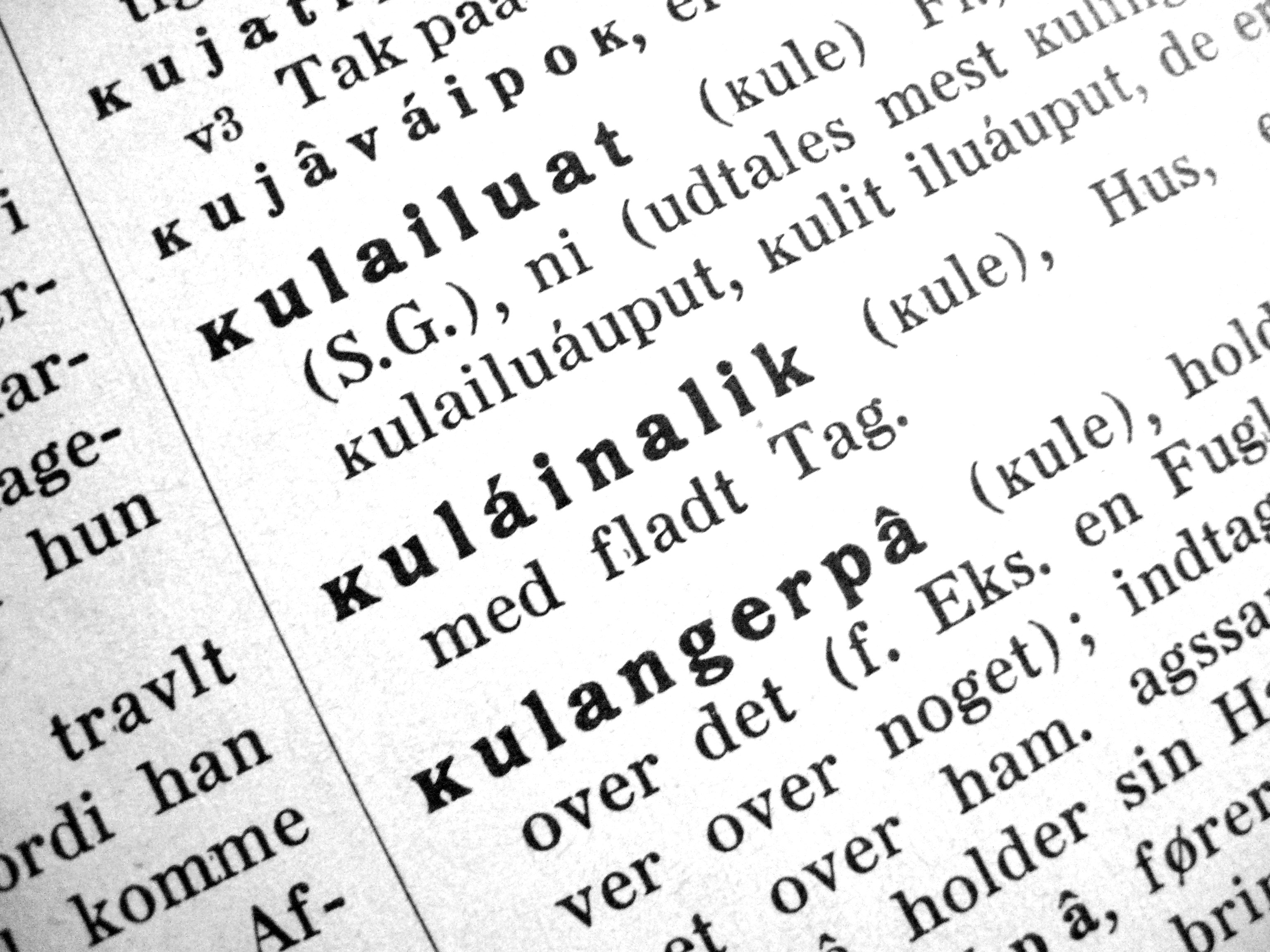
Wygląd litery ĸ w grenlandzko-duńskim słowniku z 1926 r.

ĸ (kra) litera alfabetu łacińskiego używana w języku grenlandzkim. Reforma ortografii w 1973 r. zastąpiła ten znak literą q.
Kra (ĸ) podobnie jak litera ß była używana tylko w formie małej litery.
Wymowa grafemu ĸ odpowiada w międzynarodowym alfabecie fonetycznym (IPA) [q] tj. spółgłosce zwartej języczkowej bezdźwięcznej. Przy porządkowaniu alfabetycznym kra jest uważana za wariant litery q i jest razem z nią lub po niej sortowana.
W standardzie Unicode ĸ występuje na pozycji U+0138 (dziesiątkowo: 312).
W systemach uniksowych (Window Manager) w polskiej lokalizacji (ale też i w wielu innych narodowych układach klawiatury) ĸ jest zazwyczaj dostępna przez kombinację klawiszy AltGr+k tak przy klawiaturze programisty jak i maszynistki.